# Долап
Долап (грч. Σαρακατσαναίικο, Саракацанеико) је насељено место у општини Доња Џумаја у периферији Средишња Македонија, Грчка. Према попису из 2021. године било је без становника.
Долап је некада био читлучко насеље где је живело неколико словенских породица. Настрадало је током Балканских ратова, тако је 1913. године остало без становника. Сеоску земљу је откупило неколико каракачанских породица. На попису из 1928. године Долап је имао 59 становника.